# 宮木正悟
宮木 正悟（みやき しょうご、1979年 - ）は、フジテレビジョン編成制作局ドラマ・映画制作部に所属するプロデューサー、ディレクター。

## 人物
日本大学藝術学部放送学科卒業後、2003年にフジテレビに入社。2010年に「さよならロビンソンクルーソー」で監督デビュー。2016年6月までは編成制作局ドラマ制作センター、2016年7月から制作局第一制作センター、2017年7月から12月まで編成局制作センター第一制作室演出家・ディレクター、2018年1月から2023年7月まで編成制作局バラエティー制作センタープロデューサー、2023年8月から現職。

## 主な作品

### テレビドラマ
演出
- さよならロビンソンクルーソー（2010年）
- 幸せになろうよ（2011年）
- 蜜の味〜A Taste Of Honey〜（2011年）
- 未来日記-ANOTHER:WORLD-（2012年）
- 主に泣いてます（2012年）
- ビブリア古書堂の事件手帖（2013年）
- SUMMER NUDE（2013年）
- 独身貴族（2013年）
- 失恋ショコラティエ（2014年）
- 水球ヤンキース（2014年）
- 残念な夫。（2015年）
- 恋仲（2015年）
- 刑事ゆがみ（2017年）
- 366日（2024年）
- 問題物件（2025年）

プロデュース／演出
- 恋愛戦略会議（2024年）

### 映画
- さよならロビンソンクルーソー（2011年）
- A.I.love you（2016年）[2]

### バラエティ
プロデューサー
- ジャンクSPORTS（2018年）
- 芸能人が本気で考えた!ドッキリGP（2018年）
- VS魂（2021年）
- オールナイトフジコ（2023年）
- 千鳥の鬼レンチャン（2023年）
- 藝大よ、地球を救え。（2023年）

## 受賞歴
- 第80回ザテレビジョンドラマアカデミー賞 監督賞（『失恋ショコラティエ』、松山博昭らとともに）[3]